# Cyrtandra iriomotensis
Cyrtandra iriomotensis là một loài thực vật có hoa trong họ Tai voi. Loài này được Leandri mô tả khoa học đầu tiên năm 1937.